# Haplinis silvicola
Haplinis silvicola là một loài nhện trong họ Linyphiidae.
Loài này thuộc chi Haplinis. Haplinis silvicola được A. David Blest miêu tả năm 1979.